# Zonopetala erythrosema
Zonopetala erythrosema es una especie de mariposa de la familia Oecophoridae.
Fue descrita científicamente por Meyrick en 1886.